# Snick-Pass
Der Snick-Pass ist ein schmaler Gebirgspass zwischen der Douglas Range und der LeMay Range im Zentrum der westantarktischen Alexander-I.-Insel. Er führt vom Grotto-Gletscher im Osten zum Purcell-Schneefeld im Westen.
Der britische Geograph Derek Searle vom  Falkland Islands Dependencies Survey kartierte ihn erstmals im Jahr 1960 anhand von Luftaufnahmen der Ronne Antarctic Research Expedition (1947–1948). Das UK Antarctic Place-Names Committee verlieh ihm 1961 einen deskriptiven Namen (von englisch snick ‚Einkerbung‘).